# Ceramida dinizi
Ceramida dinizi är en skalbaggsart som beskrevs av Branco 1981. Ceramida dinizi ingår i släktet Ceramida och familjen Melolonthidae. Inga underarter finns listade.